# Amoya
Amoya és un gènere de peixos de la família dels gòbids i de l'ordre dels perciformes.

## Taxonomia
- Amoya gracilis (Bleeker, 1875)[2]
- Amoya madraspatensis (Day, 1868)[3]
- Amoya moloanus (Herre, 1927)[4]
- Amoya signatus (Peters, 1855)[5][6][7][8][9][10][11]